# Incident du Morrison

Dessin japonais du Morrison, ancré au port d'Uraga en 1837.

L'incident du Morrison (モリソン号事件, Morison-gō Jiken) de 1837 s'est produit quand le navire marchand américain, le Morrison, commandé par Charles W. King, a dû faire demi-tour face au tir de barrage du Japon isolationniste (sakoku). Ce fut l'application de l'Édit pour repousser les navires étrangers de 1825.

## Histoire
En plus de ses activités commerciales, le bateau avait essayé de rapatrier sept naufragés japonais de Macao. Il transportait des missionnaires chrétiens tels que Samuel Wells Williams.
La nature de la mission du bateau fut connue au Japon un an après l'événement, et eu comme conséquence une grande critique de l'édit.